# Donna (Belgisch radiostation)
Donna (eerder: Radio Donna) was een Vlaamse radiozender van de openbare omroep die van 1992 tot 2009 in de ether was. De zender draaide vooral recente pophits en was daarmee destijds de populairste radiozender in Vlaanderen.

## Geschiedenis
Donna begon haar uitzendingen op 28 maart 1992 met Michel Follet. Het eerste liedje was Morning D.J. of W.O.L.D van Harry Chapin. 
Donna was op dat ogenblik nog niet overal via FM te ontvangen; vele luisteraars van het allereerste uur dienden zich te beroepen op kabel-radio.
Donna was bedoeld om de Vlaamse openbare omroep voor te bereiden op concurrentie van commerciële radiostations. De radiozender werd dankzij de reclameblokken een belangrijke bron van inkomsten voor de VRT en haalde eind jaren 1990 een marktaandeel van meer dan 30%. In haar hoogdagen luisterde 37,9% van de Vlaamse radioluisteraars naar Donna.
Bekende programma's in de jaren 1990 waren onder meer Jabbedabedoe, het ochtendblok met Michel Follet, De Foyer en later Vrouwentongen met Leen Demaré dat ook op TV1 te zien was, De Donnateur met Marc Pinte, De spits met Johan Henneman en De Deckers Omroep Stichting met Erwin Deckers.
In november 2001 startte de Vlaamse Media Maatschappij met de commerciële zender Q-music, die Donna-medewerkers Sven Ornelis en Erwin Deckers binnenhaalde. Ook Bert Geenen, Fien Sabbe en pionier Michel Follet verlieten de zender. In 2003 begon het marktaandeel van Donna te dalen en werd Radio 2 opnieuw de meest beluisterde zender. Ook Q-music en 4fm snoepten luisteraars af.
Om de concurrentie met de commerciële zenders aan te gaan kreeg Donna per 2 november 2004 een vernieuwingsoperatie met aangepast logo, nieuwe jingles, nieuwe slogans ("Make my day") en nieuwe presentatoren als Yasmine en David Van Ooteghem. De tactiek bleek niet aan te slaan. In 2005 werd Q-music een grotere zender dan Donna. Leen Demaré, lange tijd een boegbeeld van de zender, ging Johan Henneman achterna en stapte in 2006 over naar 4fm.
Begin 2008 probeerde de openbare omroep Donna nogmaals opnieuw uit te vinden en weer hip te maken. De nieuwe slogan werd "Feel it, love it!". Evy Gruyaert, die in 2001 via een talentenjacht bij Donna ontdekt werd, werd naar voren geschoven als een van de nieuwe stemmen. Dave Peters stapte over van Studio Brussel naar Donna en nam het avondblok voor zijn rekening. Ditmaal wist Donna haar marktaandeel terug op te krikken van 12,2% naar 14,3%. Toch besloot de VRT eind augustus 2008 de zender op te doeken, wegens tegenvallende luistercijfers. Er kwam een nieuwe hitzender rond de figuur van Peter Van de Veire, die populair werd door zijn "Grote Peter Van de Veire ochtendshow" op Studio Brussel.
Op vrijdag 2 januari 2009, om 18 uur, ging Donna uit de ether. Michel Follet, die in 1992 Radio Donna had geopend, kreeg het laatste woord: Donnadieu. Het allerlaatste nummer dat gespeeld werd op Donna was 'Don't Stop the music' van Rihanna. Op maandag 5 januari 2009 ging opvolger MNM van start.

## Presentatoren
- Sebastian Decrop
- Evy Gruyaert
- Mark Heyninck
- Anneleen Liégeois
- Kris Luyten
- Caren Meynen
- Dave Peters
- Marc Pinte
- Ann Reymen
- Ben Roelants
- Benjamien Schollaert
- Elias Smekens
- Ann Van Elsen
- Brecht Vanmeirhaeghe
- Sofie Van Moll
- David Van Ooteghem
- Thibaut Renard
- Lotte Stevens
- Tom De Cock
- Stijn Smets
- Jan Bosman
- Herman Brusselmans
- Dominique Crommen
- Erwin Deckers
- Steve De Coninck-De Boek
- Kevin De Geest
- Leen Demaré
- Margot Derycke
- Bart De Prez
- Els Ermens
- Michel Follet
- Anne Gies
- Ben Crabbé
- Geert Hoste
- Jeroen Gorus
- Walter Grootaers
- Kristof Hayen
- Johan Henneman
- Mark Lefever
- Kristien Maes
- Kris Mannaerts
- Luc Mertens
- Marc Deschuyter
- Mieke Scheldeman
- Johan Notenbaert
- Sven Ornelis
- Jaak Pijpen
- Alexandra Potvin
- Katja Retsin
- Fien Sabbe
- Bart Saerens
- Raf Schrijvers
- Cara Van der Auwera
- Sofie Verbruggen
- Jean Vijdt
- Birgit Van Mol
- Evert Venema
- Robin Vissenaekens
- Ronald Verhaegen
- Peter Verhulst
- Albrecht Wauters
- Yasmine
- Iris Van Impe
- Rob Vanoudenhoven

- Cursief = Presentator bij het stopzetten van Donna.

### Verplaatsing van de presentatoren
- Sebastian Decrop: werkt nu voor Nostalgie
- Evy Gruyaert: ging bij MNM aan de slag, werkte sinds 2010 volledig voor Eén en vanaf 2013 voor VIER en later Nostalgie
- Mark Heyninck: ging werken voor onder meer FM Brussel en voor de VRT Radiospotcel, is netstem van Radio Bene, voice-overs voor verschillende tv-zenders, stemacteur en deejay.
- Johan Henneman: werkt nu voor Nostalgie, voice-over
- Kris Luyten: werkt nu voor Radio 2
- Caren Meynen: ging naar De Rode Loper, werkt nu voor Radio 2 en deed voice-overs voor VT4
- Dave Peters: werkt nu voor betaalzender DAZN, was een tijdlang presentator op MNM en kortstondig bij Radio 2 en Nostalgie
- Marc Pinte: werkt nu voor Radio 2
- Ann Reymen: werkte tot medio 2021 voor MNM, vanaf dan bij Radio 2
- Ben Roelants: werkte voor Eén
- Benjamien Schollaert: werkt nu voor Radio 2
- Elias Smekens: werkte tot augustus 2013 voor MNM
- Ann Van Elsen: ging over naar MNM, werkt nu voor JOE
- Sofie Van Moll: werkte voor Eén en deed vervangingen op MNM
- David Van Ooteghem: werkt nu voor Radio 2
- Thibaut Renard: werkte voor MNM
- Lotte Stevens: werkt nu bij de nieuwsdienst van Studio Brussel en MNM
- Tom De Cock: werkte voor MNM, later voor Qmusic, nu op JOE
- Stijn Smets: deed vervangingen op MNM
- Joyce Beullens: ging even voor MNM werken

## Programma's
Een greep uit bijna 17 jaar Donna:
- David in de Ochtend (David Van Ooteghem, Els Ermens, Lotte Stevens, Anneleen Liégeois)
- ADHDave (Dave Peters, Kris Luyten)
- Non stop 90’s
- Stereo Spécial (Ben Roelants, Thibaut Renard en Joyce Beullens)
- Donna Soirée (Mark Heyninck, Benjamien Schollaert, Stijn Smets)
- Ultratop 50 (Caren Meynen)
- Hed Kandi (Mark Heyninck, Tom De Neef)
- Sunday Match (Anneleen Liégeois, Marc Pinte, Benjamien Schollaert, Ann Van Elsen, Brecht Vanmeirhaeghe, Sofie Van Moll, Ann Reymen)
- Jabbedabbedoe (Michel Follet, Johan Henneman, Birgit Simal, Mark Heyninck, Albrecht Wauters)
- D.O.S., De Deckers Omroep Stichting (Erwin Deckers)
- De Donnateur (Marc Pinte, Johan Henneman, Luc Mertens, Piet Ceupens)
- De Foyer (Leen Demaré)
- De Spits (Johan Henneman, Marc De Schuyter)
- De Weekend Spits (Mark Heyninck, Mark Lefever)
- De Geloof, Hoop en Liefdeshow (Birgit Van Mol, Anne Gies)
- Salto (Erwin Deckers, Evert Venema)
- Hitclub (Mark Heyninck, Kristof Hayen, Ben Roelants, Bart Saerens, Benjamien Schollaert)
- Donnamour (Brecht Vanmeirhaeghe, Ann Reymen, Evy Gruyaert)
- Vrouwentongen (Leen Demaré, Caren Meynen, Ann Reymen)
- Bumpershow (Wim Wouters, Mark Heyninck, Alexandra Potvin, Ann Reymen, Benjamien Schollaert, Sven Ornelis)
- Deckers en Ornelis Ochtendshow (Sven Ornelis, Erwin Deckers)
- Lunchbox (Marc Pinte)
- His Master's Voice
- Donna's Most Wanted (Benjamien Schollaert)
- De spits (Marc Deschuyter en Felice Damiano)
- De opsporingsbrigade (Peter Van Asbroeck en Kurt Vergult)
- Hitmaster (Dominique Crommen)
- David en Jeroen (David Van Ooteghem en Jeroen Gorus)
- Klant is koning (Robin Vissenaekens, Jan Bosman)
- Wees gegroet (Leen Demaré)
- Get fresh (Evy Gruyaert en Jan Bosman)
- Dubbelgangers (Evert Venema)
- Moderne Tijden (Evert Venema, Anne Gies, Louis Van Dievel)
- De Mannen (Walter Grootaers, Herman Brusselmans)
- De Schone En Het Beest (Walter Grootaers, Rani De Coninck, Jaak Pijpen)
- Diva (Alexandra Potvin, Yasmine)
- Peperklap (Fien Sabbe, Mieke Scheldeman)
- Non Stop met Rob (Rob Vanoudenhoven)
- Evert en co (Evert Venema)
- Primadonna (Bart De Prez, Caren Meynen, Wim Wouters, Sven Ornelis)
- Request (Jan Bosman)
- Donna Serra (Alexandra Potvin)
- Donna’s Dansfolie (Alexandra Potvin, Johan Henneman, Mark Heyninck, Kristof Hayen, Bart De Prez, Bart Saerens)
- Donna ten voeten uit (Alexandra Potvin)
- Donna De Luxe (Alexandra Potvin, Katja Retsin, Jan Bosman)
- Donna Staat Op (Mark Heyninck en Jan Bosman)
- Ultratip 20 (Jan Bosman)
- Ultradance 20 (Mark Heyninck, Bart Saerens)
- Buffet Follet (Michel Follet)
- Hitkwis (Michel Follet)
- Schrappen Wat Niet Past (Michel Follet)
- BVBA Donna (Luc Mertens)
- Kopstoot (Ben Crabbé)
- Geert Hoste Globaal (Geert Hoste)
- Een aap en twee karpaten (Geert Hoste)
- Kraaknet (Ben Crabbé)
- Fienesse (Andrea Croonenberghs, Fien Sabbe)
- Brieven en Lieven (Anne Gies)
- Hoste & co (Geert Hoste)
- Twee Vingers In Het Stopcontact (Johan Henneman)
- Donnanza
- De Weekendshow (Johan Notenbaert, Mark Heyninck)
- Donna's Mixmasters (Kristof Hayen)
- Tutti Frutti (Dirk Guldemont)
- Evy en de mannen (Evy Gruyaert)
- Hitback (Marc Pinte)
- De Fun Files (Evert Venema)
- Tour 2006 (Leen Demaré en Ann Reymen)
- Sound of Summer (Johan Henneman, Benjamien Schollaert, Sofie Van Moll en Kristien Maes)
- Donna's Summerclub (Mark Heyninck, Caren Meynen, Benjamien Schollaert, Brecht Vanmeirhaeghe en Ann Reymen)
- Donna's Summer Uur (Benjamien Schollaert)
- De Ultratop 10 (Evy Gruyaert)
- De Download Top 10 (Evy Gruyaert)
- Ultratip 10 (Evy Gruyaert en David van Ooteghem)
- Donna’s Summer Maestro (Evy Gruyaert)
- Marco solo (Mark Lefever)
- Donna's Hitlijn (Wim Wouters, Marc Pinte)
- Doe De Donna (Peter Verhulst, Caren Meynen, Dominique Crommen)
- Happy 600
- Het beste van David (David Van Ooteghem)
- Battle of the stars (Sofie Van Moll, Ann Reymen, Caren Meynen)
- Nogal wiedes (Wiet Van Broeckhoven, Jaak Pijpen)
- Opération Tour de France (Leen Demaré en Evert Venema; later Leen Demaré en Ann Reymen)

## Wikipediapagina's over programma's
- David in de ochtend
- A.D.H.Dave
- Stereo Spécial
- Ultratop 50
- Donna's top 2000
- Happy 1000

## Programma's eind 2008

### Weekprogramma's
- David in de ochtend
- Evy Gruyaert
- Ann reymen
- Sebastian Decrop
- A.D.H.Dave
- Voorjaar 2008 Donna Request Najaar 2008 Non-Stop 90's
- Stereo Spécial

### Weekendprogramma's
| Zaterdag            | Zondag                              |
| ------------------- | ----------------------------------- |
| Elias Smekens       | Elias Smekens                       |
| Battle Of The Stars |                                     |
| Ultratop 50         | Sunday Match (Brecht Vanmeirhage)   |
| Tom De Cock         | Sunday Match (Benjamien Schollaert) |
| Donna Soiree        | Sunday Match (Ann Van Elsen)        |
| Hed Kandi           |                                     |

## Donna's top 2000
Donna's Top 2000 was een jaarlijks weerkerend radio-evenement. Deze marathonuitzending was ontstaan ter gelegenheid van de millenniumviering. Aan het einde van elk jaar hield Donna een eindejaarstop dat circa twee miljoen luisteraars had. In 2007 waren er 76.123 stemmen. Na drie dagen Top 2000 in 2007 had Donna al 38,3 % van alle Vlamingen bereikt, ofwel 1.959.000 luisteraars die minimum 15 minuten naar Donna hebben geluisterd. Sinds begin 2008 stond Bryan Adams op nummer 1 met "Summer of '69". Eerder was dat jarenlang Queen met Bohemian Rhapsody.
Om de laatste editie van de Top 2000 te vieren werd de Top in 2008 omgedoopt tot een top 5000. Op 17 november 2008 ging de Top 5000 van start gaan en zou zo'n maand duren (van 6u tot 22u). Er zijn rond de 190.000 stemmen binnengekomen, de top 100-stemmen niet inbegrepen. Net zoals het jaar ervoor was ook nu Bryan Adams de nummer 1 met "Summer of '69".
Omdat men het nummer "Frozen" van Madonna o.w.v. een plagiaatkwestie niet meer mocht draaien op de Belgische radio riepen de presentatoren op om het clipje van dit nummer via YouTube te bekijken terwijl er op datzelfde moment complete radiostilte was.

## Happy 1000
Donna stond bekend als 'de office radio'. De happy 1000 was het vervolg op de happy 600 die in 2007 werd uitgezonden. In 2008 werd de lijst 400 platen uitgebreid. Elke werkdag had Evy Gruyaert in haar programma tussen 9-12 een happy top 3: een bedrijf kon daarin zijn happy top 3 kiezen.

## Donna's 90's week
Voor het eerst uitgezonden in 2008. En dit met aan het einde van de week 90's-countdown. Enkele weken later organiseerde Donna in samenwerking met Jim ook de "I love the 90's - fuif" die in een mum van tijd uit was verkocht. Door het succes van de 90's kwam er sinds de zomerprogrammatie (2008) het programma 'Non-stop 90's.

## Donna Soiree
Donna Soiree was een danceparty die door heel Vlaanderen trok. Dit was de opvolger van Dansfolie. Donna Soiree was ook een van de programma's van Donna (2008).

## Acties
Andere al dan niet eenmalige acties waren onder andere:
- "Win een smart" (actie van voor 2000)
- "10 euro wordt 10.000 euro"
- "Win elk uur een vakantie"
- "Alles of niets?!"
- "De laatste tickets voor de grootste concerten"
- "1 jaar gratis tanken"
- "Make My Day-quiz"
- "Donna Dubbel"
- "De langste kus"
- "Win gratis SMS'en, Bellen tot 2015!"
- "Donna's Undercovercar"
- "Kraak de kluis" (actie januari 2008)
- "Jouw rijbewijs is een auto waard"
- "Herken de lach" (actie voor Donna's Happy 1000)
- "De zomer begint 1 dag vroeger"
- "iPhone Friday"
- "Donna City Café". (zomercafé dat door het land trok)
- "Win 10.000 euro voor te shoppen op Ebay" (actie start van het nieuwe radioseizoen 2008)
- "Jij in het voorprogramma van Natalia!"
- "Win een reis naar Mexico"
- "De grote Donnaquiz"
- "Win je eigen Skipiste"

## Records
David van Ooteghem staat in het Guinness Book of Records met de allereerste radio-uitzending onder water, bij een temperatuur van 25 graden onder nul. Voor die koele uitzending werd David bijgestaan door Dixie Dansercoer, Vlaanderens bekendste ijsbeer. Er kwam ook een aantal gasten langs.
David zit nooit om een stunt verlegen. In het verleden spuwde hij vuur en schopte hij het tot finalist van Mister Belgium.
Zijn laatste stunt tot nu toe was het maken van de hoogste radio-uitzending ooit. En ook dat is hem weer gelukt. Op vrijdag 4 mei 2007 beklom hij de financiëntoren in Brussel en omstreeks 11.50 stond hij op 214 meter boven de Brusselse stoepstenen en maakte daarbij de hoogste radio-uitzending ooit in België.
Als extraatje hing hij nog een Donna-vlag op de achterste giek van de kraan.

## Etherfrequenties
Dit zijn de frequenties waarop Donna te horen was:
- West-Vlaanderen: 101.5 MHz
- Oost-Vlaanderen: 101.5 MHz
- Zeeuws-Vlaanderen: 101.5 MHz
- Limburg en Noord-Brabant (Zuidoost): 102.00 MHz
- Antwerpen en Noord-Brabant (Midden en West): 89.0 MHz
- Vlaams-Brabant: 97.0 MHz
- Leuven: 94.8 MHz
- Brussel: 88.3 MHz
- Noordoost-Limburg en Nederlands Limburg: 93.0 MHz

Deze zijn ook zo overgenomen door MNM.